# Ian Fleming

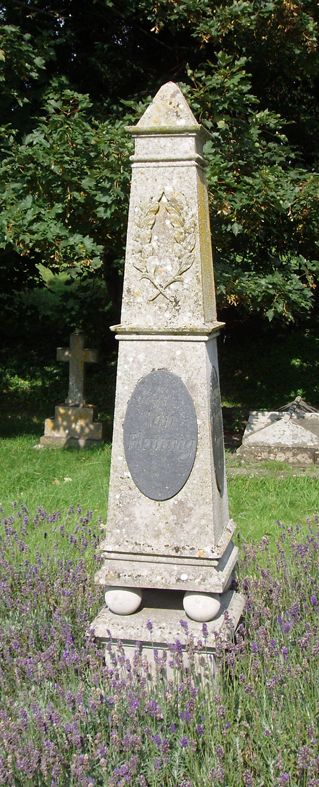
Grób Iana Fleminga

Ian Lancaster Fleming (ur. 28 maja 1908 w Londynie, zm. 12 sierpnia 1964 w Canterbury) – brytyjski pisarz, najbardziej znany z serii powieści szpiegowskich z Jamesem Bondem w roli głównej, a także w mniejszym stopniu z serii opowieści dla dzieci Chitty Chitty Bang Bang: The Magical Car.

## Życiorys
Ian Fleming urodził się w zamożnej dzielnicy Mayfair w Londynie jako dziecko Valentine'a Fleming i Evelyn St. Croix Fleminga. Jego starszy brat, Peter Fleming, był popularnym autorem książek podróżniczych. Ian kształcił się w elitarnym Eton College, a następnie w Sandhurst, równie elitarnej akademii wojskowej. Następnie uczył się niemieckiego w Kitzbühel w Austrii, a później studiował na Uniwersytecie Ludwika i Maksymiliana w Monachium. Już wtedy najprawdopodobniej był związany z brytyjskim wywiadem wojskowym.
Po ukończeniu edukacji zaczął pracować jako dziennikarz Agencji Reutera, a potem jako broker giełdowy w firmie Rowe and Pitman w Londynie.
W 1939 roku, w przededniu II wojny światowej, został powołany na adiutanta admirała Johna Godfreya, szefa British Department of Naval Intelligence. W służbie tej zasłynął jako twórca idei operacji Ruthless, nigdy ostatecznie nie zrealizowanej, której zadaniem było zdobycie enigmy stosowanej przez Kriegsmarine. Na kartach sensacyjnej książki autorstwa Anthony Mastersa (The Man Who Was M: The Life of Charles Henry Maxwell Knight) Fleming występuje też jako główny organizator akcji ucieczki Rudolfa Heßa z Niemiec (w 1941 roku) – jego rzekomy udział w tej akcji jest jednak prawdopodobnie tylko fikcją literacką. 
Osobiste doświadczenia z pracy w wywiadzie wojskowym stały się kanwą wielu powieści szpiegowskich pisanych przez Fleminga. Pierwsza powieść z udziałem Jamesa Bonda, Casino Royale, została wydana w 1953 roku. Uważa się dość powszechnie, że główna postać kobieca z Casino Royale była zainspirowana przez agentkę Krystynę Skarbek, pracującą dla SOE. Informacja ta została podana przez bryt. dziennikarza Donalda McCormicka. Podobnie twierdził William F. Nolan. Jednak "doniesienia" McCormicka są podważane, a sam Nolan widział Krystynę Skarbek również jako prekursorkę postaci Tatiany Romanowej w piątej powieści o Bondzie, "From Russia with Love", której postać miała być również wzorowana na osobie Christine Granville, czyli Marii Krystyny Janiny Skarbek, polskiej agentki brytyjskiej SOE w czasie II wojny światowej. Większość tych mitów jest obecnie zdezawuowana. Fleming napisał łącznie dwanaście powieści i dziewięć opowiadań z Jamesem Bondem, agentem 007, w roli głównej. Jest również autorem bardzo poczytnej powieści dla dzieci Chitty Chitty Bang Bang: The Magical Car (polskie wydanie: Bang Bang! Wystrzałowy samochód, Kraków 2017), na podstawie której nakręcono film Nasz cudowny samochodzik.
Dochód z tych wszystkich książek umożliwił Flemingowi przejście pod koniec lat 50. na emeryturę, którą spędził, żyjąc dostatnio, w swojej willi na Jamajce. 
W trakcie ekranizacji serii filmów z Jamesem Bondem Fleming zaproponował swojemu kuzynowi, aktorowi Christopherowi Lee, rolę „czarnego charakteru” - Juliusa No. Aktor ten był też brany pod uwagę przy obsadzaniu roli samego Bonda.
W 1964 roku, u szczytu powodzenia, Ian Fleming zmarł w wieku 56 lat na zawał serca. Jego grób znajduje się w Sevenhampton niedaleko Swindon, w rodzinnej wsi jego żony Ann Geraldine Mary Fleming (1913–1981). 
Ian Fleming był także cenionym bibliofilem. Gromadził rękopisy i pierwsze wydania książek, które „w jakiś sposób zmieniły losy zachodniej cywilizacji”. Posiadał rękopis Karola Darwina O powstawaniu gatunków. Jego zbiory zostały podarowane przez rodzinę dla „Lilly Library”, znajdującej się na Uniwersytecie Indiany.
W połowie lat 90. Pierce Brosnan, piąty z kolei odtwórca roli Jamesa Bonda, kupił maszynę do pisania, na której Ian Fleming tworzył na Jamajce kolejne powieści sensacyjne.

## Dzieła Iana Fleminga

### Powieści z udziałem Jamesa Bonda
- Casino Royale (Casino Royale, 1953), po polsku także pod tytułem: Sam chciałeś te karty
- Żyj i pozwól umrzeć (Live and Let Die, 1954)
- Moonraker (Moonraker, 1955)
- Diamenty są wieczne (Diamonds Are Forever, 1956)
- Pozdrowienia z Rosji (From Russia With Love, 1957)
- Doktor No (Dr. No, 1958)
- Goldfinger (Goldfinger, 1959)
- Operacja Piorun (Thunderball, 1961)
- Szpieg, który mnie kochał (The Spy Who Loved Me, 1962), po polsku także pod tytułem: Moja miłość to agent
- W tajnej służbie Jej Królewskiej Mości (On Her Majesty's Secret Service, 1963)
- Żyje się tylko dwa razy (You Only Live Twice, 1964), po polsku także pod tytułem: Żyjesz tylko dwa razy
- Człowiek ze złotym pistoletem (The Man with the Golden Gun, 1965)

### Zbiory opowiadań z udziałem Jamesa Bonda
- Tylko dla twoich oczu (For Your Eyes Only, 1960)
  - W perspektywie mordu (From A View To A Kill)
  - Ściśle tajne (For Your Eyes Only)
  - Wskaźnik ukojenia (Quantum of Solace)
  - Ryzyko (Risico - Posta)
  - Specjał Hildebranda (The Hildebrand Rarity)

Tytuły polskie za pierwszym polskim wydaniem całego tomu (Tylko dla Twoich oczu, Przedsiębiorstwo Wydawnicze Rzeczpospolita SA, 2008). Opowiadanie Ściśle tajne ukazało się wcześniej po polsku pod tytułami: Tylko dla Twoich oczu i Tylko dla Twojej wiadomości.
- Ośmiorniczka (także jako Ośmiornica) (Octopussy and The Living Daylights, 1966)
  - Ośmiorniczka (Octopussy)
  - Własność pewnej damy (The Property of a Lady)
  - W obliczu śmierci (The Living Daylights)
  - 007 w Nowym Jorku (007 in New York)

Powstało pięć adaptacji filmowych tych opowiadań. W 1981 roku John Glen stworzył adaptację For Your Eyes Only z Rogerem Moore'em w roli Jamesa Bonda. Również w 1983 roku John Glen nakręcił adaptację Ośmiorniczki z Rogerem Moore'em w roli Jamesa Bonda. W 1985 także John Glen wyreżyserował adaptację From A View To A Kill, której tytuł przetłumaczono w Polsce jako Zabójczy widok. W filmie tym po raz ostatni Jamesa Bonda zagrał Roger Moore. W 1987 roku powstał W obliczu śmierci także w reżyserii Johna Glena z Timothy'm Daltonem w roli Jamesa Bonda. Ponadto w 2008 roku powstał Quantum of Solace w reżyserii Marca Forstera z Danielem Craigiem w roli Jamesa Bonda, który zadebiutował jako agent 007 w filmie Martina Campbella (reżysera Golden Eye, w którym Jamesa Bonda zagrał, debiutując w tej roli, Pierce Brosnan) pt. Casino Royale, trzeciej z kolei adaptacji pierwszej książki o przygodach agenta służb specjalnych Jej Królewskiej Mości.

### Książki dla dzieci
- Chitty Chitty Bang Bang: The Magical Car (1964)

Polskie wydanie pod tytułem: Bang bang! Wystrzałowy samochód (Znak Emotikon, 2017). 

### Książki dokumentalne
- The Diamond Smugglers (1957)
- Thrilling Cities (1963)

## Filmy biograficzne
- Goldeneye: The Secret Life of Ian Fleming, z Charlesem Dancem w roli Fleminga (1989)
- Spymaker: The Secret Life of Ian Fleming, z Jasonem Connerym w roli Fleminga (1990)

## Seriale
- Odcinek Party at Castle Varlar serialu Poza czasem. W postać Iana Fleminga wcielił się Sean Maguire.
- Miniserial Fleming (2014). W postać Iana Fleminga wcielił się Dominic Cooper[4].